# Женская сборная России по баскетболу
Женская сборная России по баскетболу — (основана в 1993 году) национальная баскетбольная команда, представляющая Россию на международной баскетбольной арене. Обеспечение подготовки сборной к международным соревнованиям является задачей Российской федерации баскетбола.
Команда была образована в 1992 году, является официальной правопреемницей сборной СССР. Наивысшими достижениями являются завоеванные в 2003, 2007 и 2011 годах золотые медали чемпионатов Европы.

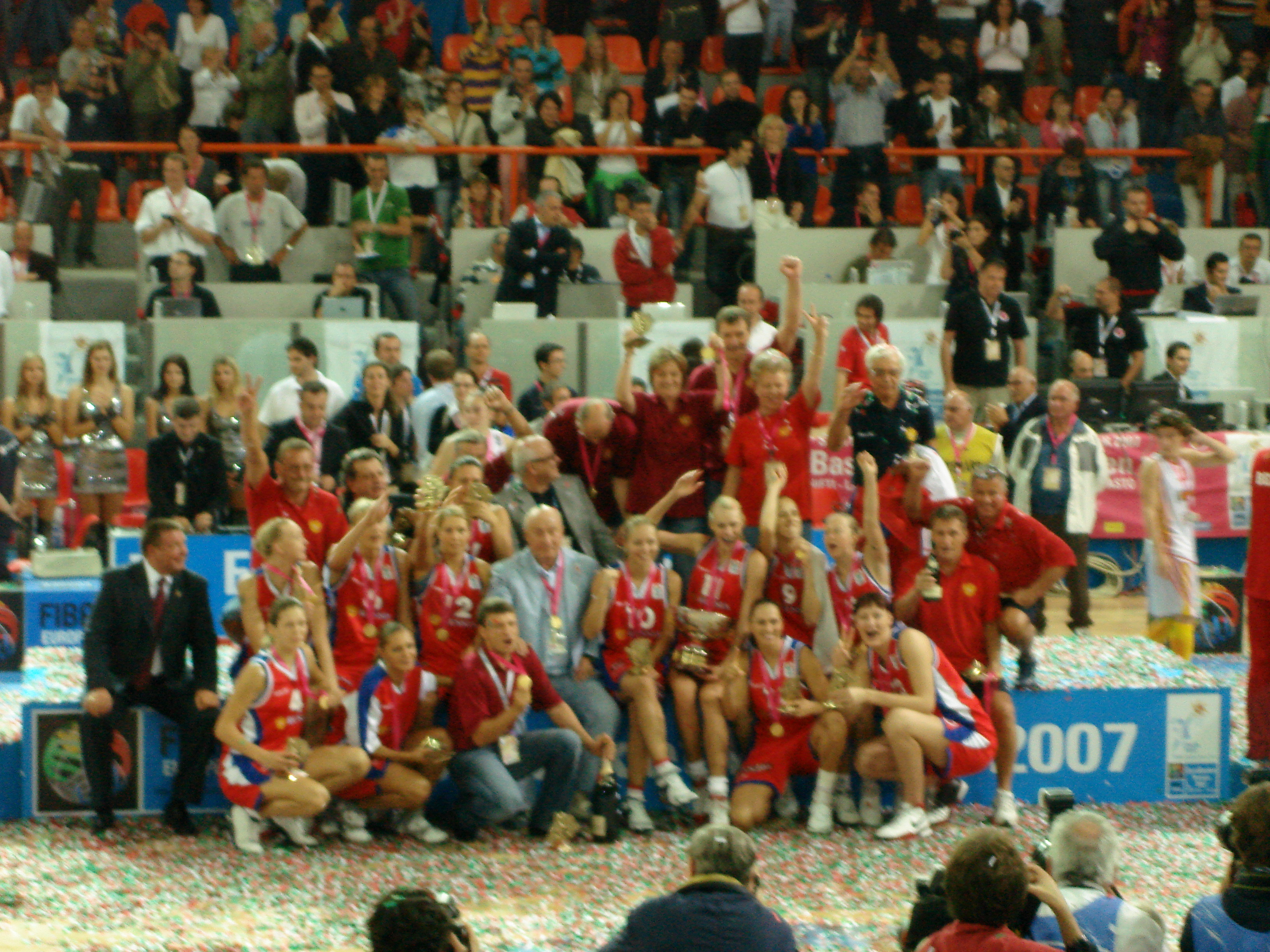
Сборная России — чемпионы Европы 2007

## Тренеры сборной
- Евгений Гомельский (1992—2001)
- Анатолий Мышкин (1993, 1997)
- Игорь Грудин (1994—1995)
- Вадим Капранов (1996)
- Евгений Гомельский (1998—2000)
- Вадим Капранов (2001—2004)
- Игорь Грудин (2005—2008)
- Валерий Тихоненко (2009)
- Борис Соколовский (2010—2012)
- Альфредас Вайнаускас (2012—2013)
- Анатолий Мышкин (2013—2015)
- Александр Васин (2015—2017)
- Олаф Ланге (2017—2019)
- Александр Ковалёв (2019—н. в.)

## Капитаны женской сборной России по баскетболу
- Ирина Сумникова (1993—2000)
- Евгения Никонова (2001)
- Елена Баранова (2002—2004)
- Мария Степанова (2005—2009)
- Илона Корстин (2010)
- Светлана Абросимова (2011)
- Ирина Осипова (2012)
- Евгения Белякова (2013—2019)

## Состав
Состав на чемпионате Европы 2021 года:
| Женская сборная России по баскетболу | Женская сборная России по баскетболу | Женская сборная России по баскетболу | Женская сборная России по баскетболу | Женская сборная России по баскетболу | Женская сборная России по баскетболу | Женская сборная России по баскетболу | Женская сборная России по баскетболу | Женская сборная России по баскетболу | Женская сборная России по баскетболу |
| №                                    | Имя                                  | Дата рождения (возраст)              | Рост                                 | Клуб                                 | Позиция                              | Игры                                 | Очки (ср.)                           | Подборы                              | Передачи                             |
| ------------------------------------ | ------------------------------------ | ------------------------------------ | ------------------------------------ | ------------------------------------ | ------------------------------------ | ------------------------------------ | ------------------------------------ | ------------------------------------ | ------------------------------------ |
| 1                                    | Дарья Курильчук                      | 14 февраля 1998                      | 1,81 м                               | Енисей                               | АЗ                                   | 4                                    | 6 (1,5)                              | 1                                    | 3                                    |
| 4                                    | Раиса Мусина                         | 31 марта 1998                        | 1,90 м                               | Динамо (Курск)                       | ЛФ                                   | 5                                    | 63 (12,6)                            | 51                                   | 9                                    |
| 5                                    | Марина Голдырева                     | 19 июня 1993                         | 1,69 м                               | Динамо (Новосибирск)                 | З                                    | 5                                    | 24 (4,8)                             | 7                                    | 14                                   |
| 6                                    | Камилла Огун                         | 7 мая 1999                           | 1,81 м                               | Намюр                                | ЛФ                                   | 4                                    | 8 (2,0)                              | 9                                    | 3                                    |
| 7                                    | Мария Вадеева                        | 16 июля 1998                         | 1,93 м                               | УГМК (Екатеринбург)                  | Ц                                    | 5                                    | 97 (19,4)                            | 37                                   | 18                                   |
| 8                                    | Екатерина Федоренкова                | 12 августа 1993                      | 1,77 м                               | НИКА                                 | РЗ                                   | 3                                    | 2 (0,7)                              | 3                                    | 4                                    |
| 10                                   | Анастасия Шилова                     | 10 января 1991                       | 1,86 м                               | Надежда                              | ЛФ                                   | 5                                    | 34 (6,8)                             | 12                                   | 9                                    |
| 22                                   | Елизавета Комарова                   | 1 февраля 1995                       | 1,74 м                               | Надежда                              | АЗ                                   | 5                                    | 46 (9,2)                             | 12                                   | 11                                   |
| 55                                   | Нина Глонти                          | 14 января 1997                       | 1,89 м                               | МБА (Москва)                         | ТФ                                   | 5                                    | 49 (9,8)                             | 28                                   | 6                                    |
| 63                                   | Александра Штанько                   | 21 февраля 1991                      | 1,91 м                               | МБА (Москва)                         | Ц                                    | 5                                    | 19 (3,8)                             | 7                                    | 2                                    |
| 97                                   | Елизавета Шабанова                   | 7 декабря 1997                       | 1,97 м                               | Динамо (Курск)                       | Ц                                    | 3                                    | 5 (1,7)                              | 1                                    | 0                                    |
| 99                                   | Ксения Левченко                      | 29 марта 1996                        | 1,67 м                               | Спарта&К                             | РЗ                                   | 5                                    | 28 (5,6)                             | 10                                   | 19                                   |
| Главный тренер: Александр Ковалёв    |                                      |                                      |                                      |                                      |                                      |                                      |                                      |                                      |                                      |

## Достижения

### Олимпийские игры
- 1996: 5-е место
- 2000: 6-е место
- 2004: 3-е место
- 2008: 3-е место
- 2012: 4-е место

### Чемпионат мира по баскетболу среди женщин
- 1998: 2-е место
- 2002: 2-е место
- 2006: 2-е место
- 2010: 7-е место
- 2022: сборная исключена из турнира

### Чемпионат Европы по баскетболу среди женщин
- 1993 7-е место
- 1995 3-е место
- 1997 6-е место
- 1999 3-е место
- 2001 2-е место
- 2003 1-е место
- 2005 2-е место
- 2007 1-е место
- 2009 2-е место
- 2011 1-е место
- 2013 13-е место
- 2015 6-е место
- 2017 9-е место
- 2019 8-е место
- 2021 6-е место

## Санкции
В марте 2022 года Международная федерация баскетбола (FIBA) сообщила об отстранении Российских команд от участия в соревнованиях до 2024 года, в частности в женском чемпионате Европы по баскетболу 2023. В связи с этим тренер команды Александр Ковалев сделал заявление, что в 2022—2024 годах команда не будет участвовать ни в каких официальных играх, однако не остановит регулярные тренировки.